# Gustaf Smith (apotekare)
Johan Gustaf Smith i riksdagen kallad Smith i Ystad, född 31 juli 1817 i Strömstads församling, Göteborgs och Bohus län, död 4 augusti 1896 i Ystads stadsförsamling, Malmöhus län, var en svensk apotekare och riksdagsman. Han var far till Salomon Smith.

## Biografi
Smith var innehavare av apoteket i Trelleborg 1846–1854 och av det i Ystad 1855–1882. Han var ledamot av Ystads stadsfullmäktige 1863–1888, åren 1882–1888 denna församlings ordförande. Smith var även ledamot av Malmöhus läns landsting. Han var ledamot av riksdagens andra kammare 1885–1887, invald i Ystads, Skanör-Falsterbo och Trelleborgs valkrets.

### Familj
Smith var gift med Augusta Charlotta Bruzelius (1826–1908), dotter till prästen Magnus Bruzelius och Sofia Vilhelmina Petersdotter. De fick tillsammans barnen Salomon Smith (1853–1938), Elvira Hilma Augusta de la Gardie (1856–1935) som var gift med godsägaren Peter Sylvan och landshövdingen, greve Robert De la Gardie i Malmöhus län, bankmannen Gustaf Edvard Magnus Smith (1861–1940) och Magnhild Hilda Johanna Horney (1851–1933) som var gift med översten Axel Fredrik Horney.